# Vase plastique corinthien en forme de buveur
Le vase plastique corinthien en forme de buveur ou le satyre buveur est un vase cérémonial grec du VIe siècle avant notre ère.

## Vase plastique: définition
Un vase plastique est un vase-statuette, « en céramique, en faïence, en métal, en pierre, en verre qui reproduit en partie des formes humaines (vases anthropomorphes), animales (zoomorphes) ou monstrueuses (thériomorphes) ». 

## Description
Ici le vase représente un comaste, c'est-à-dire d'un banqueteur participant à des processions rituelles festives dédiées à Dionysos. Il est assis et tient contre son ventre un skyphos, c'est-à-dire un vase à boire presque aussi grand que lui . 
Le skyphos est décoré avec un défilé de cavaliers, des spirales et des arêtes rayonnantes. Le personnage est caricatural avec un gros ventre disproportionné par rapport aux membres. Il est nu avec une peau de panthère sur le dos et il est chaussé de bottines. Son bras droit a été gravé après l'achat du nom du propriétaire de la sculpture : KOLODON .

## Particularité

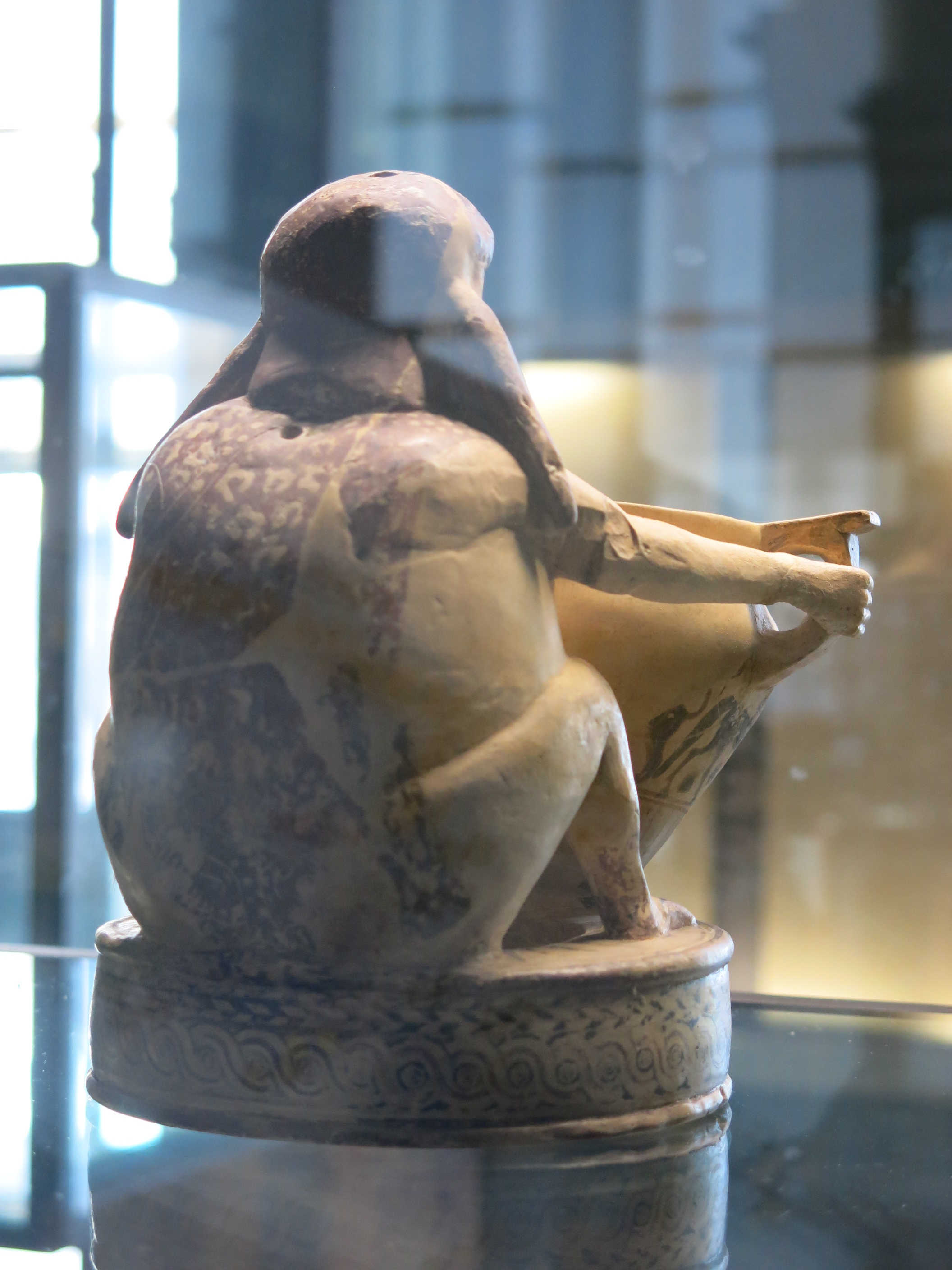
Vue du dos avec la marque des deux trous

Ce vase statuette est aussi un vase-surprise. En effet, le corps du comaste est creux et communique avec le skyphos par une ouverture située à l'intérieur de l'œuvre dans sa partie inférieure. De plus, le skyphos comporte une ouverture au sommet de son crane et une autre dans le haut de son dos. Ces ouvertures peuvent être obturées par un bouchon.

Cela permettait deux fonctionnements ludiques  :
- Verser du vin dans le skyphos alors que les ouvertures au sommet du comaste ont été bouchées. Quand on débouche ces ouvertures, selon le principe des vases communicants, le comaste se remplit et semble boire la moitié du vin. Jusqu'à ce que les niveaux du liquide s'équilibrent dans les deux récipients.
- Verser du vin dans le comaste en inclinant la sculpture. Puis boucher les ouvertures au sommet du comaste. Quand on ouvre ces ouvertures, le vin coule du comaste vers le skyphos en semblant inépuisable jusqu'à ce que les niveaux s'équilibrent.